# マティアス・アグエロ
マティアス・アグエロ（Matías Agüero、1981年2月13日 - ）は、イタリアのラグビーユニオン選手。

## プロフィール
- アルゼンチン・サン・ニコラス出身[1]。
- ポジションはプロップ(PR)。
- 身長 185cm、体重 108kg
- イタリア代表キャップは39（2025年5月現在）でラグビーワールドカップ2007・ラグビーワールドカップ2015のイタリア代表に選ばれた[2]。

## 略歴
サラセンズ、アイロニ、ゼブレ、レスター・タイガースを経て、2016年、プロヴァンスに加入。